# Maestoso
Maestoso (de l'italià per a «majestuós», «ple de dignitat») en notació musical que indica el caràcter o el tempo majestuosó o solemene d'una obra musical.
El terme maestoso es fa servir per a indicar als intèrprets que toquen i canten un passatge musical de manera majestuosa o solemne, digna i senyorial (a vegades com una marxa). Generalment el compositor utilitza aquest caràcter quan la composició compta amb un moviment lent. Tot i que existeixen casos d'allegro maestoso, que ajuda al director d'orquestra a no donar-li un caràcter massa festiu (allegro) a l'obra. El tempo amb el metrònom seria pels voltants de 80 pulsacions per minut. La indicació maestoso també es fa servir sovint en peces que es pretenen que sonin triomfals, grans i heroiques com l'obra Olympic Fanfare and Theme composta per John Williams. El primer moviment del Concert n.º 2 denominat «Allegro Maestoso» de Chopin.

## Uns exemples
- Land of Hope and Glory d'Edward Elgar.
- El primer movimiento del Concert per a piano núm. 21 (Mozart).
- El primer moviment del Concert per a flauta núm. 1 (Mozart). En aquesta peça el maestoso assenyalat es pot tocar en un tempo més ràpid.
- El primer moviment de la Simfonia n.º 6 (Bruckner).